# Campionati del mondo di corsa campestre 1992
Il XX Campionato mondiale di corsa campestre si è disputato a Boston, negli Stati Uniti d'America, il 21 marzo 1992 al Franklin Park. Vi hanno preso parte 580 atleti in rappresentanza di 53 nazioni. Il titolo maschile è stato vinto da John Ngugi mentre quello femminile da Lynn Jennings.

## Nazioni partecipanti
Qui sotto sono elencate le nazioni che hanno partecipato a questi campionati (tra parentesi il numero degli atleti per ciascuna nazione):
- Algeria (7)
- Argentina (9)
- Australia (17)
- Belgio (12)
- Bermuda (2)
- Botswana (4)
- Brasile (19)
- Burundi (2)
- Canada (26)
- Cecoslovacchia (1)
- Cina (6)
- Cipro (7)
- Colombia (4)
- Costa Rica (4)
- Comunità degli Stati Indipendenti (12)
- Danimarca (8)
- Ecuador (6)
- Governo di transizione dell'Etiopia (25)

- Figi (7)
- Finlandia (5)
- Francia (27)
- Germania (20)
- Giamaica (10)
- Giappone (24)
- Gran Bretagna (27)
- Hong Kong (2)
- India (19)
- Indonesia (6)
- Irlanda (21)
- Islanda (4)
- Israele (4)
- Italia (23)
- Kenya (22)
- Lituania (5)
- Marocco (17)
- Mauritius (3)

- Messico (13)
- Norvegia (2)
- Nuova Zelanda (4)
- Paesi Bassi (14)
- Perù (1)
- Polonia (8)
- Portogallo (17)
- Romania (10)
- Ruanda (1)
- Spagna (27)
- Stati Uniti (27)
- Svizzera (14)
- Taipei cinese (3)
- Tanzania (10)
- Ungheria (5)
- Venezuela (1)
- Zimbabwe (6)

## Risultati
I risultati del campionato sono stati:

### Individuale (uomini seniores)
| Pos. | Atleta           | Nazione                             | Tempo (m's") |
| ---- | ---------------- | ----------------------------------- | ------------ |
|      | John Ngugi       | Kenya                               | 37'05"       |
|      | William Mutwol   | Kenya                               | 37'17"       |
|      | Fita Bayissa     | Governo di transizione dell'Etiopia | 37'18"       |
| 4    | Khalid Skah      | Marocco                             | 37'20"       |
| 5    | Richard Chelimo  | Kenya                               | 37'21"       |
| 6    | Steve Moneghetti | Australia                           | 37'23"       |
| 7    | Dominic Kirui    | Kenya                               | 37'26"       |
| 8    | William Sigei    | Kenya                               | 37'27"       |
| 9    | Thierry Pantel   | Francia                             | 37'30"       |
| 10   | Bruno Le Stum    | Francia                             | 37'33"       |
| 11   | Domingos Castro  | Portogallo                          | 37'35"       |
| 12   | Antonio Martins  | Francia                             | 37'37"       |

### Squadre (uomini seniores)
| John Ngugi      | 1    |
| William Mutwol  | 2    |
| Richard Chelimo | 5    |
| Dominic Kirui   | 7    |
| William Sigei   | 8    |
| Ondoro Osoro    | 23   |
| (Sammy Lelei)   | (77) |

| Thierry Pantel      | 9     |
| Bruno Le Stum       | 10    |
| Antonio Martins     | 12    |
| Pascal Thiébaut     | 21    |
| Jean-Louis Prianon  | 45    |
| Antonio Rapisarda   | 48    |
| (Pascal Fetizon)    | (173) |
| (Paul Arpin)        | (DNF) |
| (Mickael Dufermont) | (DNF) |

| Richard Nerurkar | 15    |
| Eamonn Martin    | 17    |
| David Clarke     | 20    |
| Andy Bristow     | 26    |
| Paul Dugdale     | 33    |
| Mark Dalloway    | 36    |
| (Paul Roden)     | (85)  |
| (Tommy Murray)   | (104) |
| (Chris Robison)  | (115) |

- Nota: gli atleti tra parentesi non hanno concorso al punteggio totale della squadra

### Individuale (uomini under 20)
| Pos. | Atleta             | Nazione                             | Tempo (m's") |
| ---- | ------------------ | ----------------------------------- | ------------ |
|      | Ismael Kirui       | Kenya                               | 23'27"       |
|      | Haile Gebrselassie | Governo di transizione dell'Etiopia | 23'35"       |
|      | Josephat Machuka   | Kenya                               | 23'37"       |
| 4    | Josephat Kiprono   | Kenya                               | 23'45"       |
| 5    | Tegenu Abebe       | Governo di transizione dell'Etiopia | 23'50"       |
| 6    | Francis Nade       | Tanzania                            | 23'54"       |
| 7    | Yasuyuki Watanabe  | Giappone                            | 23'58"       |
| 8    | Gerbaba Eticha     | Governo di transizione dell'Etiopia | 24'16"       |
| 9    | Antony Mwingereza  | Tanzania                            | 24'19"       |
| 10   | Samuel Otieno      | Kenya                               | 24'20"       |
| 11   | Mark Kipsang Too   | Kenya                               | 24'22"       |
| 12   | Kazuhiro Kawauchi  | Giappone                            | 24'23"       |

### Squadre (uomini under 20)
| Ismael Kirui       | 1    |
| Josephat Machuka   | 3    |
| Josephat Kiprono   | 4    |
| Samuel Otieno      | 10   |
| (Mark Kipsang Too) | (11) |

| Haile Gebrselassie | 2  |
| Tegenu Abebe       | 5  |
| Gerbaba Eticha     | 8  |
| Tesgie Legesse     | 13 |

| Yasuyuki Watanabe   | 7    |
| Kazuhiro Kawauchi   | 12   |
| Masaki Yamamoto     | 32   |
| Daisuke Isomatsu    | 39   |
| (Ryoji Maeda)       | (42) |
| (Shigekazu Taguchi) | (49) |

- Nota: gli atleti tra parentesi non hanno concorso al punteggio totale della squadra

### Individuale (donne seniores)
| Pos. | Atleta              | Nazione                             | Tempo (m's") |
| ---- | ------------------- | ----------------------------------- | ------------ |
|      | Lynn Jennings       | Stati Uniti                         | 21'16"       |
|      | Catherina McKiernan | Irlanda                             | 21'18"       |
|      | Albertina Dias      | Portogallo                          | 21'19"       |
| 4    | Vicki Huber         | Stati Uniti                         | 21'34"       |
| 5    | Nadia Dandolo       | Italia                              | 21'35"       |
| 6    | Qu Yunxia           | Cina                                | 21'36"       |
| 7    | Sonia O'Sullivan    | Irlanda                             | 21'37"       |
| 8    | Jill Hunter         | Gran Bretagna                       | 21'39"       |
| 9    | Susan Sirma         | Kenya                               | 21'40"       |
| 10   | Luchia Yeshak       | Governo di transizione dell'Etiopia | 21'42"       |
| 11   | Hellen Kimaiyo      | Kenya                               | 21'45"       |
| 12   | Jane Ngotho         | Kenya                               | 21'47"       |

### Squadre (donne seniores)
| Susan Sirma      | 9    |
| Hellen Kimaiyo   | 11   |
| Jane Ngotho      | 12   |
| Hellen Chepngeno | 15   |
| (Pauline Konga)  | (90) |

| Lynn Jennings     | 1    |
| Vicki Huber       | 4    |
| Annette Peters    | 30   |
| Sylvia Mosqueda   | 42   |
| (Melinda Schmidt) | (47) |
| (Lisa Karnopp)    | (89) |

| Luchia Yeshak   | 10    |
| Merima Denboba  | 20    |
| Getenesh Urge   | 28    |
| Berhane Adere   | 38    |
| (Tigist Moreda) | (DNF) |
| (Derartu Tulu)  | (DNF) |

- Nota: gli atleti tra parentesi non hanno concorso al punteggio totale della squadra

### Individuale (donne under 20)
| Pos. | Atleta            | Nazione                             | Tempo (m's") |
| ---- | ----------------- | ----------------------------------- | ------------ |
|      | Paula Radcliffe   | Gran Bretagna                       | 13'30"       |
|      | Wang Junxia       | Cina                                | 13'35"       |
|      | Lydia Cheromei    | Kenya                               | 13'43"       |
| 4    | Jennifer Clague   | Gran Bretagna                       | 13'44"       |
| 5    | Anja Smolders     | Belgio                              | 13'58"       |
| 6    | Janeth Caizalitín | Ecuador                             | 14'00"       |
| 7    | Elena Cosoveanu   | Romania                             | 14'02"       |
| 8    | Zhang Lirong      | Cina                                | 14'03"       |
| 9    | Gete Wami         | Governo di transizione dell'Etiopia | 14'04"       |
| 10   | Denisa Costescu   | Romania                             | 14'05"       |
| 11   | Emebet Shiferaw   | Governo di transizione dell'Etiopia | 14'06"       |
| 12   | Susie Power       | Australia                           | 14'06"       |

### Squadre (donne under 20)
| Gete Wami          | 9    |
| Emebet Shiferaw    | 11   |
| Genet Gebregiorgis | 17   |
| Kore Alemu         | 18   |
| (Askale Bereda)    | (34) |
| (Alemitu Bekele)   | (79) |

| Elena Cosoveanu | 7    |
| Denisa Costescu | 10   |
| Gabriela Szabó  | 20   |
| Ileana Dorca    | 22   |
| (Ana Nanu)      | (70) |

| Lydia Cheromei    | 3    |
| Ruth Biwott       | 13   |
| Susan Chepkemei   | 16   |
| Pamela Chepchumba | 27   |
| (Catherine Kirui) | (59) |

- Nota: gli atleti tra parentesi non hanno concorso al punteggio totale della squadra

## Medagliere
Legenda
     Paese ospitante
| Posizione | Paese                                     | Oro | Argento | Bronzo | Totale |
| --------- | ----------------------------------------- | --- | ------- | ------ | ------ |
| 1         | Kenya                                     | 5   | 1       | 3      | 9      |
| 2         | Repubblica Popolare Democratica d'Etiopia | 1   | 2       | 2      | 5      |
| 3         | Stati Uniti                               | 1   | 1       | 0      | 2      |
| 4         | Gran Bretagna                             | 1   | 0       | 1      | 2      |
| 5         | Cina                                      | 0   | 1       | 0      | 1      |
| 5         | Francia                                   | 0   | 1       | 0      | 1      |
| 5         | Irlanda                                   | 0   | 1       | 0      | 1      |
| 5         | Romania                                   | 0   | 1       | 0      | 1      |
| 9         | Giappone                                  | 0   | 0       | 1      | 1      |
| 9         | Portogallo                                | 0   | 0       | 1      | 1      |
| Totale    | Totale                                    | 8   | 8       | 8      | 24     |